# بخش مرکزی شهرستان ممسنی
بخش مرکزی شهرستان ممسنی یکی از بخش‌های شهرستان ممسنی در استان فارس ایران است.

## تقسیمات کشوری
- بخش مرکزی شهرستان ممسنی
  - دهستان بکش دو
  - دهستان بکش یک
  - دهستان جاوید ماهوری
  - دهستان جوزار
  - دهستان فهلیان

شهرها: نورآباد و خومه‌زار

## جمعیت
جمعیت بخش مرکزی شهرستان ممسنی بر اساس سرشماری نفوس و مسکن سال ۱۳۹۵، ۹۱٬۷۷۹ نفر می‌باشد.